# والکات (آرکانزاس)
والکات (به انگلیسی: Walcott) یک منطقهٔ مسکونی در ایالات متحده آمریکا است که در شهرستان گرین، آرکانزاس واقع شده‌است. والکات ۱۰۳٫۰۲ متر بالاتر از سطح دریا واقع شده‌است.